# Guerre romano-étrusque (389 - 386 av. J.-C.)
Pour les articles homonymes, voir Guerre romano-étrusque.
La guerre romano-étrusque de 389 à 386 av. J.-C. est un conflit opposant la République romaine à certaines cités étrusques.
L'exactitude de tous les faits rapportés par les annalistes antiques est remise en question par les historiens modernes.

## Contexte
Les épisodes des guerres romano-étrusques du Ve siècle av. J.-C. contre Véies jusqu'à la prise de Volsinies en 264 av. J.-C. sont des évènements historiques principalement connus par l'historiographie romaine, en particulier Tite-Live, et la recherche archéologique vient parfois confirmer certains évènements. L'historien romain a tendance à minimiser les revers subis par les Romains alors qu'il détaille davantage les victoires.
La durée des affrontements entre Romains et Étrusques, qui s'étendent sur plus de deux siècles, témoigne de la difficulté pour Rome à vaincre des Étrusques qui se montrent cependant désordonnés et désunis pour lutter. Chaque cité étrusque mène sa propre politique et on dénote pendant ces deux siècles une absence de cohésion au sein de la ligue étrusque,.
Au Ve siècle av. J.-C., une première guerre opposant Rome et Véies se termine par un statu quo en 474 av. J.-C. suivi d'une trêve de quarante ans. La célèbre bataille du Crémère en 477 av. J.-C. est un épisode de ce conflit. En 438 av. J.-C., commence une deuxième guerre qui voit Fidènes tombée aux mains des Romains vers 425 av. J.-C. Enfin, vers 408 av. J.-C., éclate la dernière guerre entre les deux cités. En 396 av. J.-C., Véies est prise par l'armée romaine menée par Camille. La chute de Véies au sud de l’Étrurie se produit au même moment que la perte de l'Étrurie padane au nord face à l'invasion celtique : il s'agit là de deux coups durs pour la puissance étrusque,.
En 395 av. J.-C., peu de temps après la chute de Véies, les Romains s'emparent de Sutrium et de Nepete, d'anciennes places fortes étrusques situées en terres falisques. Les Capénates, peuple italique situé non loin de Faléries, passent aussi sous domination romaine.
Les cités étrusques de Volsinies, de Vulci et de Tarquinia se trouvent dorénavant en contact ou non loin de la puissance romaine. Alors que ces cités ne se sont que senties très peu concernées par la guerre entre Rome et Véies, elles semblent dorénavant réagir. Des raids de Volsiniens sont notés par Tite-Live en 392 et 391 av. J.-C. Quant à Caeré, qui est venue en aide aux Romains lors du sac de Rome de 390 av. J.-C., elle se voit octroyer par Rome le droit d'hospitalité et choisit une attitude neutre, voire l'alliance, avec Rome dans les premières décennies qui suivent ce premier raid gaulois. Il s'agit peut-être d'une alliance maritime, Caeré ayant besoin du bois du Latium pour sa flotte et les deux cités cherchent peut-être à enrayer l'avancée syracusaine, menée par le tyran Denys l'Ancien, en ce début de IVe siècle av. J.-C. Clusium entretient aussi des rapports d'amitié avec Rome depuis un siècle.
- Étrusques
- Falisques ennemis de Rome
- Falisques alliés à Rome avec garnison romaine
- Romains
- Colonie romano-latine peuplée majoritairement de Volsques
- Colonie romano-latine
- Latins neutres
- Latins en guerre contre Rome entre 390 et 377[N 1]
- Èques
- Herniques
- Volsques
- Peuples neutres : Ombriens et Sabins

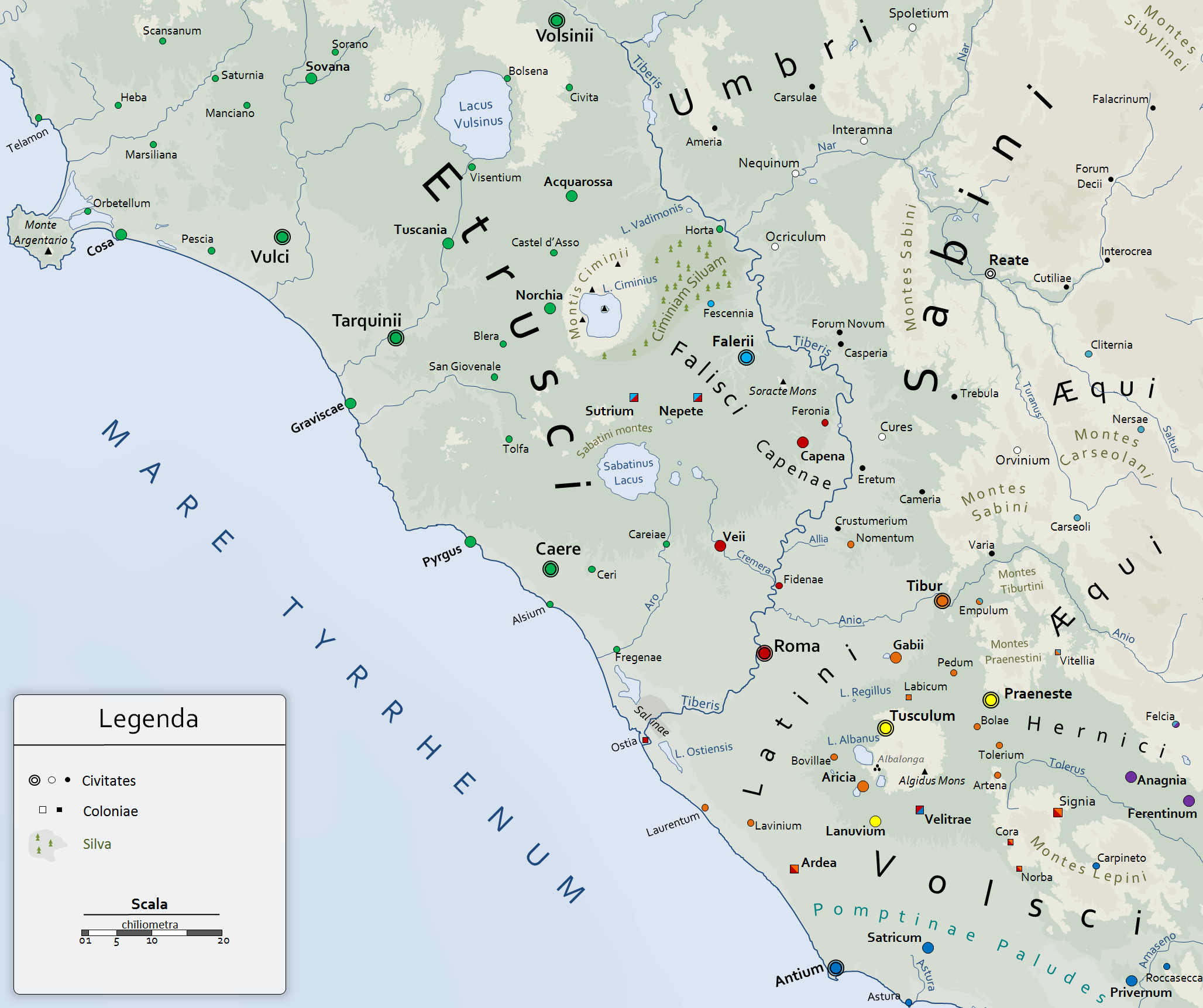
Carte de l'Étrurie méridionale et du nord du Latium au lendemain du sac de Rome de 390.
Légende des couleurs des cités et des colonies :

Les sources antiques rapportent que l'année qui suit le sac de Rome, les Étrusques, mais aussi les Volsques et les Èques, lèvent des armées pour porter le coup fatal à Rome, tandis que les Latins et les Herniques font défection et abandonnent leur alliance avec Rome,,,.

## Combats à Sutrium, Nepete et près de Tarquinia (389–386)

### Récit des auteurs antiques
Selon Tite-Live, de nombreux hommes venant de toute l'Étrurie se réunissent au sanctuaire de Voltumna pour former une alliance contre Rome. Assaillis par des dangers de toute part, les Romains nomment Marcus Furius Camillus dictateur. Camille choisit de marcher contre les Volsques en premier, laissant, selon Tite-Live, une force commandée par le tribun consulaire Lucius Aemilius Mamercinus sur le territoire de Véies pour faire face aux Étrusques. Au cours de deux campagnes, Camille inflige des défaites écrasantes aux Volsques et aux Èques et est prêt à se tourner contre les Étrusques,,.

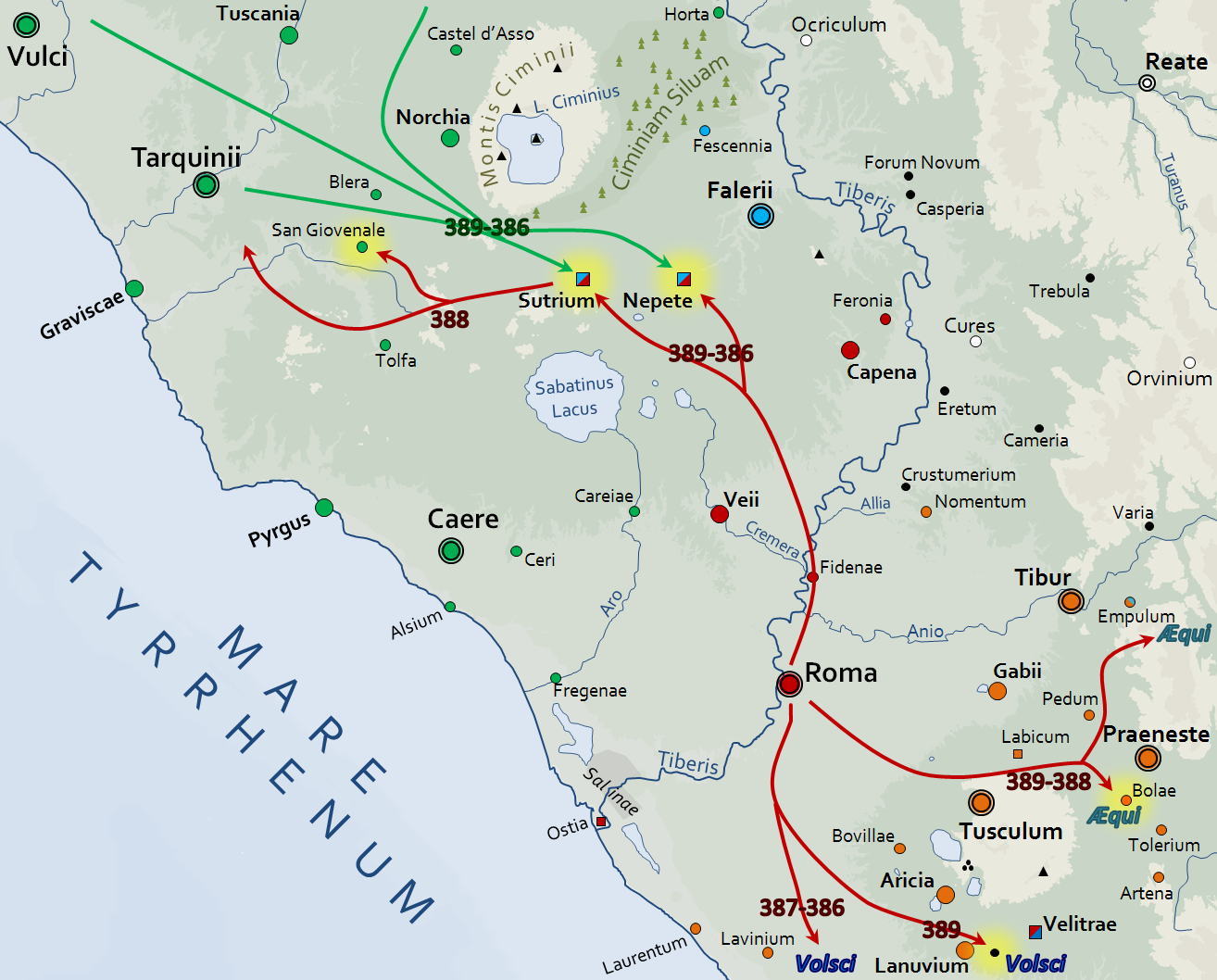
Les opérations militaires entre Rome et les Étrusques de 389 à 386 d'après le récit de Tite-Live et les analyses des historiens modernes.

Tite-Live, Plutarque et plus sommairement Diodore de Sicile, racontent les combats entre les Romains et les Étrusques en des termes très similaires. Alors que Camille mène campagne contre les Volsques au sud, les Étrusques assiègent Sutrium, une colonie romaine. Les Sutriens demandent l'aide de Rome et Camille, alors victorieux des Volsques et des Èques, marche à leur secours. Mais avant qu'il ne puisse les soutenir, ils sont contraints à une reddition conditionnelle, étant autorisés à quitter la ville sans armes et en ne portant qu'un seul habit chacun. Rencontrant les Sutriens exilés le même jour, Camille ordonne de laisser le train de bagages en arrière et fait mener son armée à marche rapide sur Sutrium où il trouve les Étrusques dispersés et occupés à piller la ville. Camille ordonne que toutes les portes de la ville soient fermées et attaque avant que les Étrusques puissent concentrer leurs forces. Pris au piège et un temps destinés à se battre jusqu'au bout, ils se rendent finalement en grand nombre lorsqu'ils apprennent que leurs vies seront épargnées. Ainsi, Sutrium est prise deux fois le même jour,,. Tite-Live fournit une description du montant du butin pris. Ayant remporté trois guerres simultanées, Camille revient à Rome en triomphe. Les nombreux prisonniers capturés dans la guerre étrusque sont publiquement vendus, puis une partie de l'or est cédée à des matrones romaines afin de compenser leurs contributions pour réunir la rançon gauloise lors du sac de Rome. Il reste assez d'or pour remplir trois coupes où est inscrit le nom de Camille et qui sont placées dans le temple de Jupiter Optimus Maximus devant les pieds de la statue de Junon.
Tite-Live est notre unique source écrite pour les années suivantes. Il écrit qu'en 388 av. J.-C. une armée romaine envahit le territoire de Tarquinia et que les cités de Cortuosa et Contenebra sont capturées. La première est prise par surprise et tombe lors du premier assaut. À Contenebra, une petite garnison tente de résister, mais elle cède après quelques jours face à la supériorité numérique des Romains.
En 387 av. J.-C., une rumeur rapporte que l'Étrurie est en arme et les Romains se tournent une fois de plus vers Camille qui est élu parmi les six tribuns consulaires pour l'année 386 av. J.-C. Cependant, Camille doit faire face à une menace plus urgente, les Volsques ayant envahi le territoire pontin. Alors que Camille marche vers le sud, les Étrusques attaquent les colonies frontalières de Nepete et de Sutrium. Camille vainc rapidement les Volsques et rejoint une seconde armée levée à Rome. Avec son collègue Publius Valerius Potitus Publicola, il reçoit le commandement de cette nouvelle armée et de la guerre contre les Étrusques. Au moment où Camille et Valerius arrivent à Sutrium, les Étrusques ont pris la moitié de la ville, les Sutriens défendant désespérément le reste derrière des barricades. Camille divise son armée en deux et ordonne à son collègue d'attaquer les murs du côté de la ville tenue par les Étrusques. Attaqués à la fois au sein et hors de la ville, les Étrusques fuient dans la panique et sont tués en grand nombre. Ayant repris Sutrium, l'armée romaine marche sur Nepete, qui est entre-temps tombée aux mains des Étrusques à la suite d'une trahison interne. Camille essaie d'abord de convaincre les Nepetiens de chasser les Étrusques. Devant leur refus, il prend la ville d'assaut. Tous les Étrusques et leurs partisans sont tués et une garnison romaine est mise en place.
Après ces victoires romaines, aucun autre conflit n'est rapporté dans les sources antiques entre les Romains et les Étrusques jusqu'en 358 av. J.-C. et la guerre opposant Rome à la cité étrusque de Tarquinia ainsi qu'aux Falisques.

### Avis des historiens modernes
Tite-Live précise que les Étrusques cherchent à reprendre les deux récentes colonies romaines de Sutrium et de Nepete, ce que confirment les historiens modernes,.
Les sources se réfèrent fréquemment aux réunions de la ligue étrusque dans le temple de Voltumna. La ligue existe encore sous l'Empire romain et se réunit près de Volsinii et il se peut que ce soit déjà le lieu de réunion au IVe siècle av. J.-C. Cependant, les historiens modernes considèrent la ligue étrusque comme ayant été une organisation purement religieuse, dédiée à la célébration des fêtes étrusques communes, et n'a jamais été une alliance militaire. D'ailleurs, les annales romaines et d'autres sources semblent décrire une Étrurie désunie en plusieurs cités-états rivales. Les références à toute l'Étrurie unie contre Rome sont considérées comme non historiques. Les sources originales romaines ont peut-être mentionnées des combats contre « les Étrusques », sans préciser la cité concernée, et des auteurs postérieurs ont ensuite étendu le conflit à toute l'Étrurie incluant de plausibles, mais fictives, réunions de la ligue étrusque.
Les nombreuses similitudes entre les récits des campagnes de 389 et 386 av. J.-C., concernant notamment le commandement de Camille, les défaites des Volsques et la venue au secours de Sutrium, amènent les auteurs modernes à considérer ces faits comme des doublons les uns des autres.
C'est le point de vue adopté par Karl Julius Beloch, auteur du XIXe et début XXe, connu pour son étude critique des sources gréco-romaines. Il estime que le sac de Rome a un effet désastreux durable sur la fortune de Rome et par conséquent, les victoires éclatantes de Camille contre les Étrusques et les Volsques si tôt après le sac de Rome peuvent être considérées comme des inventions visant à minimiser l'ampleur de la défaite romaine de 390 av. J.-C.. Différents auteurs postérieurs ont ensuite traité ces victoires inventées de manière différente avec des détails secondaires qui ne sont pas les mêmes, jusqu'à ce que dans les écrits de Tite-Live, ces deux campagnes apparaissent comme distinctes.
Par contre, Jim T. Cornell estime que le sac gaulois de Rome est un revers dont la ville s'est rapidement redressée et voit les victoires romaines qui suivent comme la poursuite d'une politique expansionniste agressive amorcée dans les années 420. Les récits sont exagérés et élaborés, certains évènements dupliqués, mais ils décrivent essentiellement des évènements historiques qui s'inscrivent dans cette vision plus large de l'expansion romaine. Bien que le rôle de Camille est exagéré, la fréquence à laquelle il apparaît dans les fastes témoignent de son importance politique à cette époque.
Quant à Stephen P. Oakley, il considère que la victoire romaine sur les Étrusques en 389 av. J.-C. est historique, mais que les détails concernant Sutrium sont inventés. À l'exception du remboursement de l'or aux matrones, la description du triomphe de Camille cette année-là est peut-être basée sur des informations authentiques, ce qui confirmerait l'historicité de la bataille. En tout cas, une victoire contre les Volsques en 389 ouvre la région des marais pontins à de futures incursions romaines. Oakley pense aussi que la campagne de 386 av. J.-C. peut être historique, avec des détails transposés de la campagne de 389 av. J.-C.. Une victoire majeure de Camille cette année expliquerait l'absence d'autres combats sur la frontière étrusque jusqu'en 358 av. J.-C.
Gary Forsythe adopte un point de vue plus sceptique. Il estime que seul l'existence des trois coupes d'or dédiées par Camille à Junon est historique. Pour le reste, les auteurs antiques ont inventé une série de victoires éclatantes contre les ennemis traditionnels de Rome à l'époque de Camille, les Étrusques, les Volsques et les Èques, et datent cette série de l'année suivant le sac lorsque Rome est censée être faible et assaillie de toutes parts par des ennemis.
L'authenticité du récit de Tite-Live sur la prise de Cortuosa et de Contenebra en 388 av. J.-C. est moins remis en cause que celle des campagnes de 389 et de 386 av. J.-C. Aucun autre récit mentionnant ces deux villes n'a été conservé et leurs localisations sont aujourd'hui inconnues. Comme il y a peu d'incitation pour les auteurs antiques à inventer la prise d'obscurs villages, les historiens modernes ont tendance à considérer que leur mention provient de sources d'origine. Des fouilles à San Giovenale près de Tarquinia ont révélé un site fondé vers 650 et détruit au début du IVe siècle av. J.-C. Bien que la correspondance de ce site avec les deux villages cités par Tite-Live ne peut être confirmée, il paraît raisonnable d'attribuer la destruction de ce site à la campagne de 388 av. J.-C. décrite par Tite-Live.

## Les relations romano-étrusques jusqu'au milieu duIVesiècleav. J.-C.
Les sources antiques ne rapportent plus aucun combat entre les Romains et les Étrusques jusqu'à la guerre romano-étrusque opposant Tarquinia et les Falisques de Faléries à Rome à partir de 358 av. J.-C. La menace que représente la Syracuse du tyran Denys l'Ancien, qui règne entre 405 et 367 av. J.-C. sur les côtes tyrrhéniennes, rapproche sans doute Rome des cités étrusques du sud, mais ce danger se résorbe un temps dans les années 350.